# Rusofilia
Rusofilia, rusofilstwo, rusofilizm – przychylny stosunek wobec Rosji, jej historii, języka, kultury, obyczajów czy do samych Rosjan. Antonimem rusofilii jest rusofobia.
Rusofilia w kontekście historycznym jest zjawiskiem związanym z narodami, które miały stały kontakt z Rosją, często sąsiadując z nią lub będąc pod jej okupacją. W częściach Europy Wschodniej rusofilia zaczęła pojawiać się od początku XX wieku w charakterze ruchu mniejszościowego (patrz moskalofilstwo).

## Rusofilia na świecie
W 2004 Instytut Gallupa opublikował międzynarodowe wyniki badań opinii społecznej, według których 9% Finów, Japończyków i Turków miało pozytywny lub bardzo pozytywny stosunek do Rosji. Na wyniki badań w Łotwie (36%) i Estonii (34%) prawdopodobny wpływ wywarły liczne mniejszości Rosjan w tych krajach.

### Armenia
Armeńska Federacja Rewolucyjna została jedną z głównych prorosyjskich partii politycznych w Armenii.

### Białoruś
Białoruś ma bliskie powiązania polityczne i gospodarcze z Rosją, ze względu na wspólne dziedzictwo radzieckie. Oba kraje są członkami Państwa Związkowego, Organizacji Układu o Bezpieczeństwie Zbiorowym, Wspólnoty Niepodległych Państw i Euroazjatyckiej Unii Gospodarczej. Po protestach na Białorusi w latach 2020–2021 i rosyjskiej inwazji na Ukrainę kraj ten wielokrotnie porównywano do państwa marionetkowego lub państwa satelickiego Rosji. Prezydent Białorusi Alaksandr Łukaszenka otwarcie popiera rusyfikację swojego kraju.

### Chiny

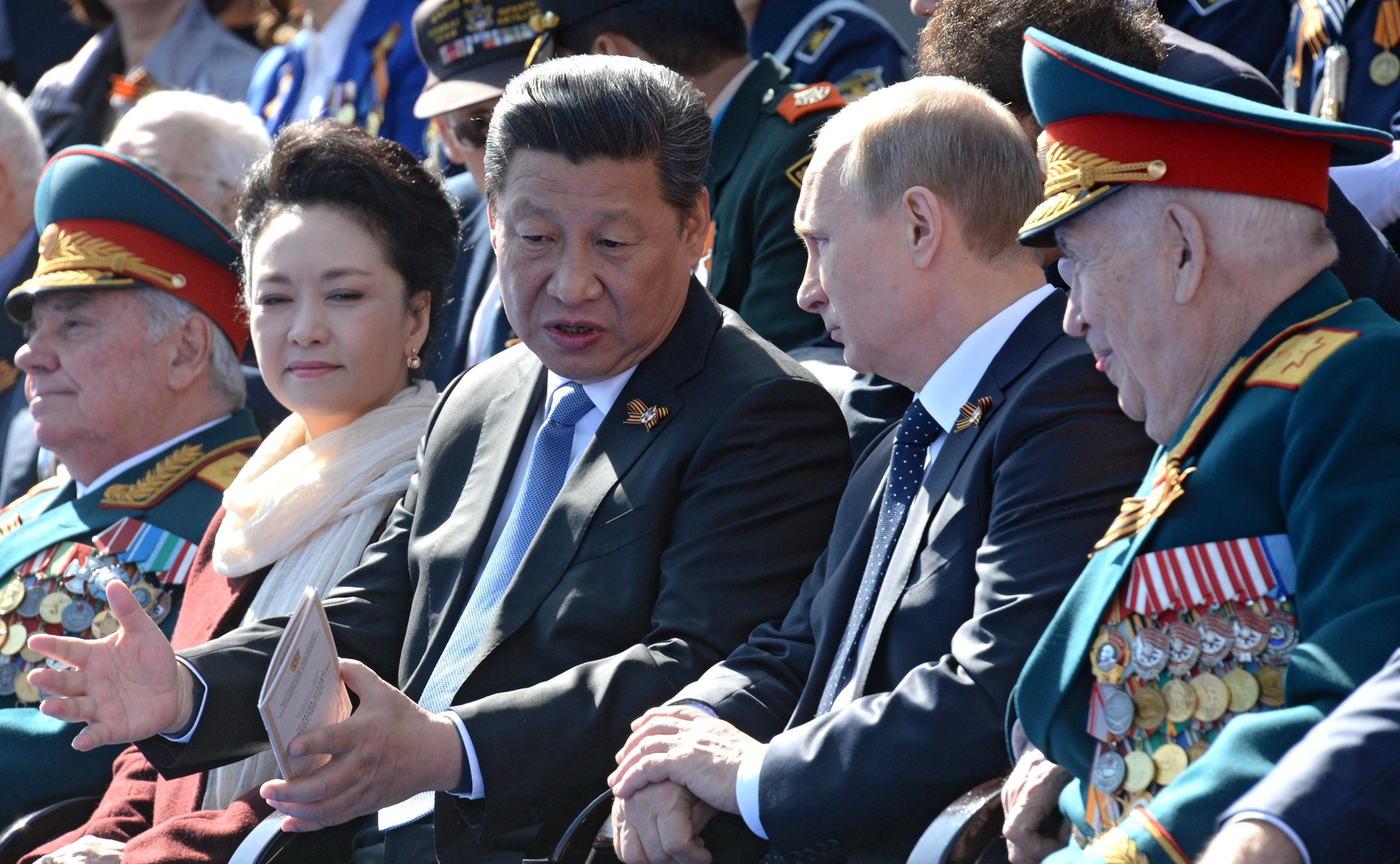
Xi Jinping wraz z Władimirem Putinem na paradzie z okazji Dnia Zwycięstwa w Moskwie (2015)

Ze względu na komunistyczny ustrój obu krajów, Chińska Republika Ludowa utrzymywała bliskie stosunki ze Związkiem Radzieckim do czasu rozłamu chińsko-radzieckiego.
Dawne nastroje antyrosyjskie w Chinach znacznie osłabły ze względu na wspólne nastroje antyzachodnie wśród rosyjskich i chińskich nacjonalistów.
Według badania Centrum Badawczego Pew z 2019, 71% Rosjan ma pozytywną opinię o Chinach. Wg badania YouGov przeprowadzonego tego samego roku wynika, że 71% Chińczyków uważa, że Rosja ma pozytywny wpływ na sprawy ogólnoświatowe.
Podczas rosyjskiej inwazji na Ukrainę wielu użytkowników mediów społecznościowych w Chinach wyrażało sympatię dla narracji rosyjskiej propagandy, częściowo z powodu nieufności do amerykańskiej polityki zagranicznej. Według sondażu przeprowadzonego przez Carter Center China Focus w kwietniu 2022, ok. 75% respondentów wskazało, że wspieranie Rosji w jej agresji na Ukrainę leży w najlepszym interesie Chin. W pierwszych dniach rosyjskiej inwazji na Ukrainę nacjonalistyczny ruch Little Pink zwrócił na siebie uwagę społeczności międzynarodowej ze względu na swoją rolę w podsycaniu nastrojów prowojennych i prorosyjskich w chińskim internecie.

### Finlandia
Fińska partia polityczna w 2022 była jedyną partią prorosyjską w Finlandii. Protestowała przeciwko sankcjom wobec Rosji i poparła inwazję na Ukrainę. Partia odcięła się od powiązań z Rosją po tym, jak Ano Turtiainena zastąpił Antti Asikainen. Fiński aktywista polityczny Johan Bäckman znany jest ze swoich prorosyjskich poglądów; werbował on Finów do walki po stronie Rosji w wojnie z Ukrainą. Później Bäckman dołączył do VKK, na którego czele stał Ano Turtiainen. Niektórzy członkowie Partii Finów mieli poglądy prorosyjskie.

### Indie
Z sondażu przeprowadzonego latem 2022 wynika, że Hindusi najczęściej wskazywali Rosję jako swojego najbardziej zaufanego partnera – 43% ankietowanych wskazało w tym kontekście Rosję, podczas gdy 27% wskazało Stany Zjednoczone.

### Indonezja
Wśród Indonezyjczyków utrzymuje się wysokie poparcie dla Rosji, ze względu na domniemane powiązania Moskwy z muzułmanami. Wrogość społeczeństwa wobec Zachodu jest skutkiem wojen prowadzonych w Afganistanie i Iraku przez USA i ich sojuszników oraz postrzeganego zaniedbania w traktowaniu Palestyńczyków na terytoriach okupowanych przez Izrael.
Niektórzy Indonezyjczycy porównywali poparcie dla prezydenta Rosji Władimira Putina w wojnie rosyjsko-ukraińskiej do poparcia dla byłego prezydenta Suharto w indonezyjskiej inwazji na Timor Wschodni. Rusofilów można znaleźć także wśród lewicy politycznej, która popiera Rosję ze względu na bliskie powiązania pierwszego prezydenta Indonezji Sukarno ze Związkiem Radzieckim. Nastroje prorosyjskie są szczególnie silne wśród członków rządzącej Demokratycznej Partii Indonezji, na której czele stoi córka Sukarno, Megawati Sukarnoputri, która publicznie krytykowała Ukrainę i prezydenta Wołodymyra Zełenskiego.

### Iran
Według sondażu IranPoll z grudnia 2018, 63,8% Irańczyków pozytywnie oceniło Rosję.

### Serbia

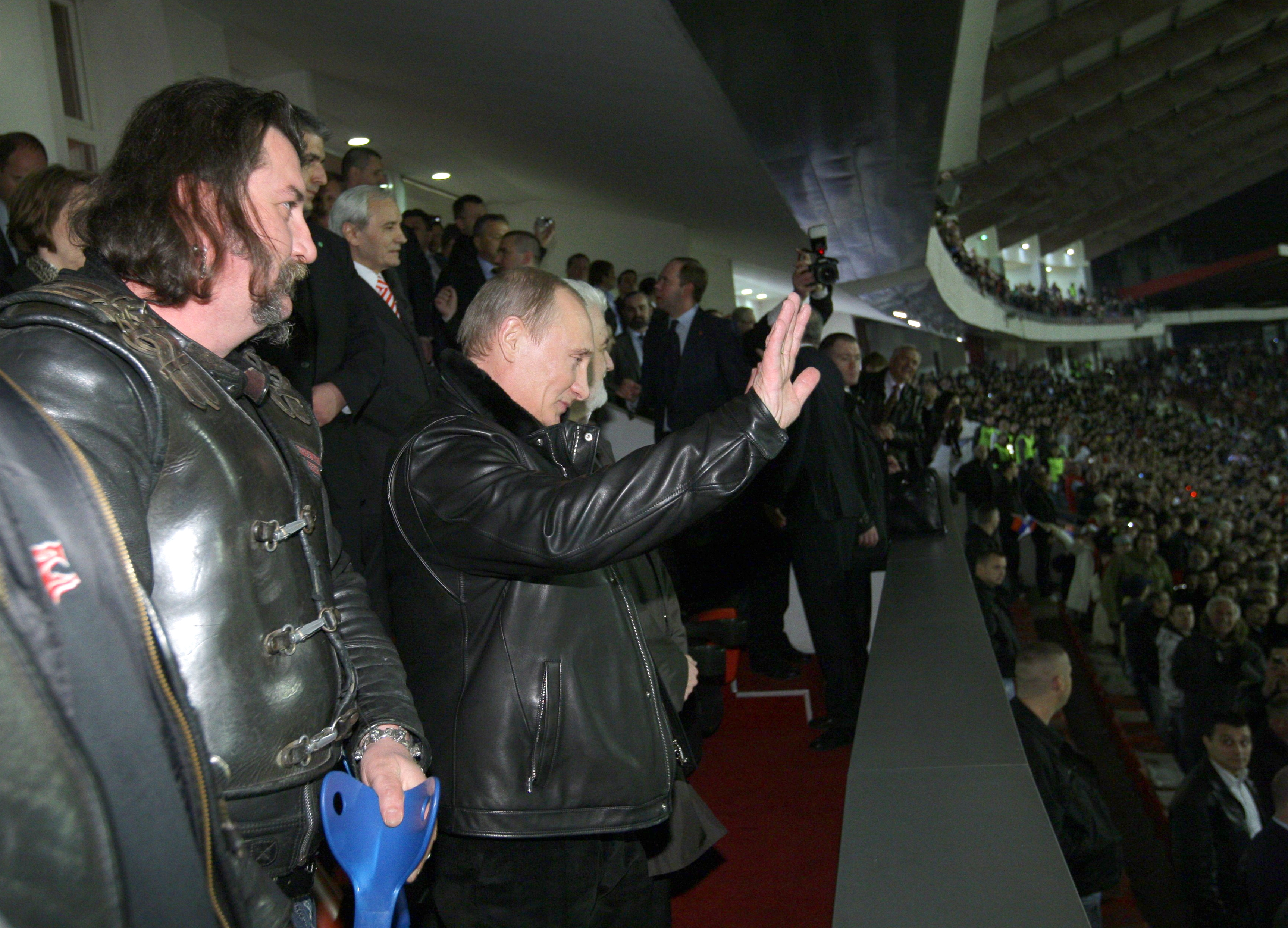
Władimir Putin na stadionie Crvena zvezda w 2011

Wielu Serbów tradycyjnie postrzega Rosję jako bliskiego sojusznika Serbii, ze względu na wspólne korzenie słowiańskie oraz wiarę prawosławną dzieloną przez oba państwa. W 2021 Europejska Rada Spraw Zagranicznych  wśród Serbów sondaż, według którego 54% ankietowanych postrzegało Rosję jako ich kluczowego sojusznika. Dla porównania, Unię Europejską postrzegało tak 11% ankietowanych, natomiast Stany Zjednoczone: 6%. W Serbii znajdują się obiekty nawiązujące kulturowo do Rosji, m.in. pomnik Mikołaja II czy Hotel Moskwa. W 2017 roku mieszkańcy serbskiej wsi Adžinci zmienili nazwę swojej wioski na Putinovo na cześć Władimira Putina.
Po rozpoczęciu rosyjskiej inwazji na Ukrainę, skrajnie prawicowa organizacja Narodowy Patrol zorganizowała serię prorosyjskich wiecy w Belgradzie. Wzięło w nich udział około 4000 osób. W 2024 nowo wybrany premier Serbii Miloš Vučević wyraził poparcie dla ukraińskiej strony konfliktu, jednak nie zdecydował się na wprowadzenie sankcji wobec Rosji. Według sondażu z maja 2024, przeciwko sankcjom wobec Rosji opowiedziało się 84,6% badanych, natomiast 69,1% winą za wojnę na Ukrainie obarcza USA i Zachód, podczas gdy 7% – samą Ukrainę.

### Stany Zjednoczone
Wielu członków Partii Republikańskiej w Stanach Zjednoczonych wyraziło pozytywne poglądy na temat Rosji. Sondaż przeprowadzony w 2017 wykazał, że około 32% respondentów pozytywnie ocenia prezydenta Rosji Władimira Putina. Z sondażu YouGov ze stycznia 2022 wynika, że ok. 62% Republikanów uznaje Władimira Putina za „silniejszego lidera” w stosunku do Joego Bidena. Wielu rozpoznawalnych Republikanów (Donald Trump, Tucker Carlson, Marjorie Taylor Greene) wyraziło podziw dla Rosji i jej przywódców.

### Ukraina
Po uzyskaniu przez Ukrainę niepodległości w 1991, tego samego roku w referendum niepodległościowym 92% obywateli Ukrainy (w tym 55% etnicznych Rosjan) opowiedziało się za niezależnością od Moskwy, jednak niektórzy Ukraińcy, głównie ze wschodu i południa kraju, opowiedzieli się za bardziej prorosyjską postawą rządu, sięgającą od bliższego partnerstwa gospodarczego po pełną unię narodową. Rosję i Ukrainę łączyły szczególnie bliskie powiązania gospodarcze, a rusofilska partia polityczna, Partia Regionów, stała się największą partią w Radzie Najwyższej w wyborach parlamentarnych na Ukrainie w 2006, uzyskując 33% głosów. Pozostała dominującą siłą w polityce ukraińskiej aż do Rewolucji Godności w 2014. Po rosyjskiej interwencji wojskowej na Ukrainie w 2014 ogólny stosunek Ukraińców do Rosji i Rosjan stał się znacznie bardziej negatywny, przy czym większość Ukraińców opowiada się za członkostwem w NATO i Unii Europejskiej. Ich poglądy na temat Rosji stały się jeszcze bardziej negatywne po inwazji Rosji na Ukrainę.
Z badania przeprowadzonego w 2016 przez Kijowski Międzynarodowy Instytut Socjologii wynikało, że 67% Ukraińców miało pozytywny stosunek do Rosjan, a 8% – do rosyjskiego rządu.
Według ukraińskiego sondażu przeprowadzonego w październiku 2021 wśród ludności kraju, 41% Ukraińców miało pozytywny stosunek do Rosjan (42% negatywny), podczas gdy 54% Rosjan miało pozytywny stosunek do Ukrainy.

### Wietnam
W 2017 83% Wietnamczyków postrzegało wpływ Rosji na Wietnam pozytywnie. Według stacji Al Jazeera, wynika to z historycznego wsparcia, jakiego ZSRR udzielił Wietnamowi podczas wojny w Wietnamie.